# Chicas de hoy
Chicas de hoy es el título del segundo álbum de estudio grabado por la cantante mexicana Tatiana. Fue lanzado al mercado por la empresa discográfica EMI Capitol México a finales de 1985.

## Antecedentes
Tras el éxito de la campaña de Paternidad Responsable, creada por la Universidad Johns Hopkins, donde Tatiana fue la imagen junto a Johnny Lozada, junto al lanzamiento del EP Tatiana & Johnny, se inició la grabación del segundo álbum de estudio de Tatiana.

## Realización y promoción
Tatiana presentó el disco en Siempre en Domingo y realizó una gira promocional en los principales estados de México. Se realizó un programa de televisión especial junto a Pandora para promocionar "Chicas de hoy" y "Otra vez" respectivamente.

## Recepción
El álbum tuvo un éxito rotundo en varios países de habla hispana, y logró posicionar a Tatiana como una de las cantantes más exitosas de la década de los 80.

## Lista de canciones
| Pista | Título                                    | Autor(es)                 | Duración |
| ----- | ----------------------------------------- | ------------------------- | -------- |
| 01    | Mario                                     | J.R. Florez               | 2:54     |
| 02    | Sola                                      | Digastaldo · J.R. Florez  | 3:18     |
| 03    | Espérame                                  | Difelisatti · J.R. Florez | 3:39     |
| 04    | Chicas de hoy                             | Difelisatti · J.R. Florez | 2:58     |
| 05    | Me voy a enamorar                         | Digastaldo · Difelisatti  | 3:09     |
| 06    | Cuando estemos juntos (con Johnny Lozada) | Juan Carlos Noroña        | 3:36     |
| 07    | Maldito teléfono                          | Gonzalo Benavides         | 2:41     |
| 08    | Basta                                     | J.R. Florez               | 2:53     |
| 09    | No soy muñeca de piedra                   | Digastaldo · Difelisatti  | 3:00     |
| 10    | Creo que es amor                          | J.R. Florez               | 3:12     |
| 11    | Eres el héroe                             | Digastaldo, J.R. Florez   | 3:28     |
| 12    | Detente (con Johnny Lozada)               | Prisma                    | 3:30     |